# Производственный процесс

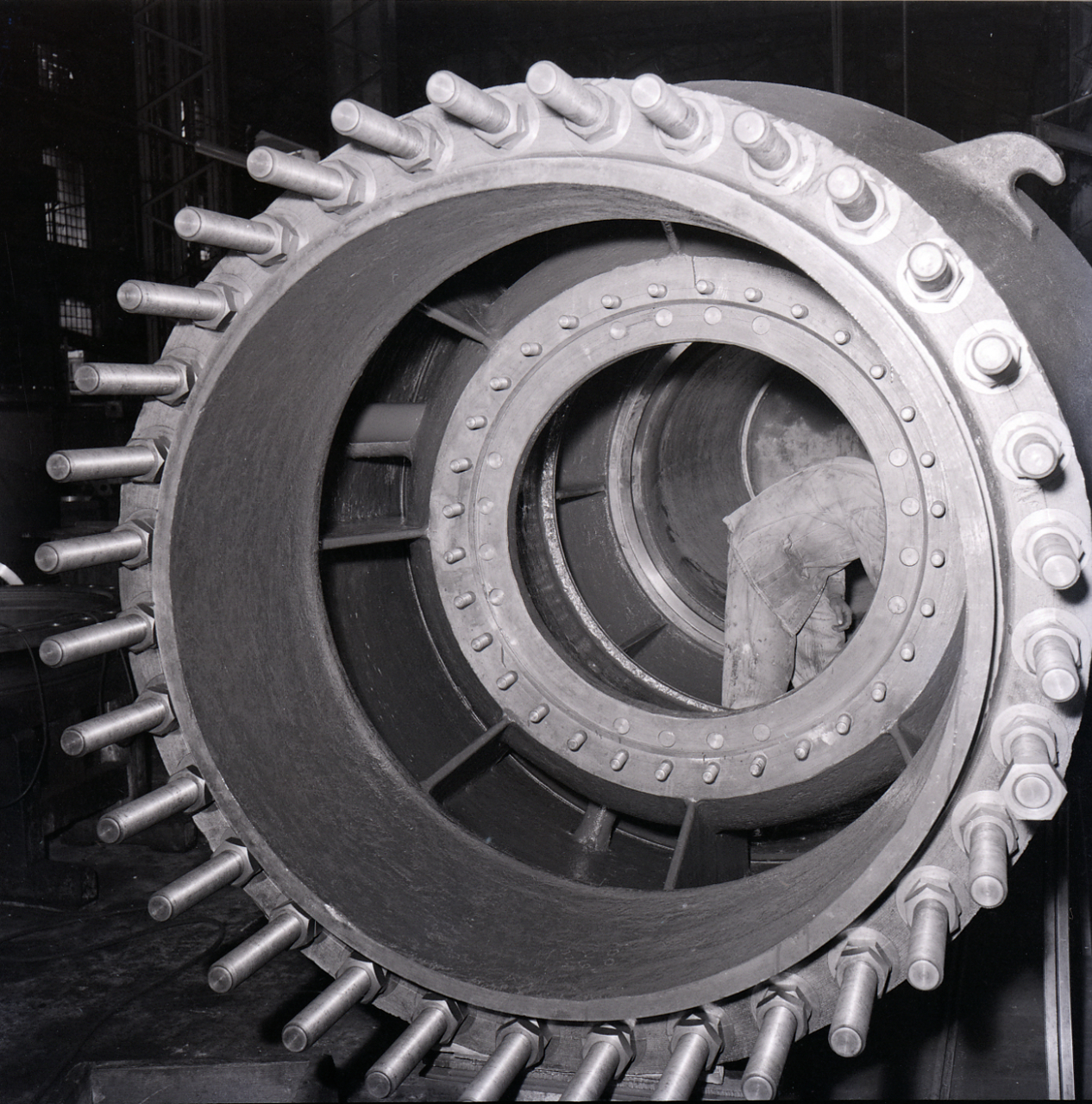
Paolo Monti, 1958

Производственный процесс — это совокупность действий работников и орудий труда, в результате которых сырьё, материалы, полуфабрикаты и комплектующие изделия, поступающие на предприятие, превращаются в готовую продукцию или услугу в заданном количестве и заданного свойства, качестве и ассортименте в определённые сроки. Производственный процесс состоит из основных, вспомогательных и обслуживающих процессов.
Техническая и организационно-экономическая характеристика производственного процесса на предприятии определяется видом продукции, объёмом производства, типом и видом применяемой техники и технологии, уровнем специализации.
Производственный процесс на предприятиях подразделяется на два вида: основной и вспомогательный. К основному относятся процессы, связанные непосредственно с превращением предметов труда в готовую продукцию. Например, переплавка руды в до́менной печи и превращение её в металл или превращение муки в тесто, а затем в готовый продукт — испечённый хлеб.
Вспомогательные процессы: перемещение предметов труда, ремонт оборудования, уборка помещений и т. д. Эти виды работ лишь способствуют течению основных процессов, но сами непосредственно в них не участвуют.
Основное отличие вспомогательных процессов от основных состоит в различии места реализации и потребления. Продукция основного производства, где совершаются основные производственные процессы, реализуется потребителям на сторону, согласно заключённым договорам на поставку. Эта продукция имеет своё фирменное наименование, маркировку, на неё устанавливается рыночная цена.
Продукция вспомогательного производства, где осуществляются вспомогательные процессы и обслуживание, потребляется внутри предприятия. Затраты на выполнение обслуживания и вспомогательных работ целиком относятся на себестоимость основной продукции, которая реализуется потребителям на сторону.

#### Производственная операция
Производственный процесс распадается на множество элементарных технологических процедур, которые называются операциями. Производственная операция — это часть производственного процесса. Обычно она выполняется на одном рабочем месте без переналадки оборудования и совершается при помощи набора одних и тех же орудий труда. Как собственно и сам производственный процесс, операции подразделяются на основные и вспомогательные.
С целью снижения затрат на изготовление продукции, повышения организованности и надёжности производственного процесса используется набор следующих правил и методов:
- специализация участков, рабочих мест;
- непрерывность и прямоточность технологического процесса;
- параллельность и пропорциональность выполнения производственных операций.

#### Специализация
Специализация заключается в том, что за каждым цехом, участком, рабочим местом закрепляется технологически однородная или строго определённая номенклатура изделий. Специализация позволяет на практике использовать принципы непрерывности, прямоточности — экономически наиболее выгодные методы организации производства.
Непрерывность — это сокращение или сведение до нуля перерывов в процессе производства готовой продукции, притом каждая следующая операция одного и того же процесса сразу начинается после окончания предыдущей, что сокращает время на изготовление продукции, уменьшает простои оборудования и рабочих мест.
Прямоточность характеризует движение предметов труда по ходу производственного процесса и обеспечивает для каждого изделия кратчайший путь по рабочим местам.
Такому движению свойственно устранение всех возвратных и встречных перемещений в процессе производства, что способствует сокращению транспортных расходов.
Правило параллельности предполагает одновременное выполнение различных операций при изготовлении одного и того же изделия. Это правило особенно широко используется в условиях серийного и массового производства.
Правило параллельности включает:
- параллельное (одновременное) изготовление различных узлов и деталей, предназначенных для комплектования (сборки) конечного изделия;
- одновременное выполнение различных технологических операций при обработке одинаковых деталей и узлов на параллельно размещенном разнообразном оборудовании.

С точки зрения экономии затрат очень важно соблюдать определенные пропорции мощности (производительности) парка оборудования между цехами, участками, работающими по изготовлению продукции.

## Производственный цикл
Законченный круг производственных операций от первой до последней при изготовлении изделий именуется производственным циклом.
Вследствие того, что производственный процесс протекает во времени и пространстве, производственный цикл можно измерить длиной пути движения изделия и его комплектующих элементов и временем, в течение которого изделие проходит весь путь обработки. Длина производственного цикла — это не линия, а широкая полоса, на которой размещаются машины, оборудование, инвентарь и прочее поэтому на практике в большинстве случаев определяются не длина пути, а площадь и объем помещения, в котором размещается производство.
Интервал календарного времени от начала первой производственной операции до окончания последней называется временной продолжительностью производственного цикла изделия. Продолжительность цикла измеряется в днях, часах, минутах, секундах, в зависимости от вида изделия и стадии обработки, по которой измеряется цикл.
Продолжительность во времени производственного цикла включает три стадии:
- время технологической обработки (рабочий период)
- время технологического обслуживания производств

- перерывы.

Рабочий период — это период времени, в течение которого производится непосредственное воздействие на предмет труда либо самим рабочим, либо машинами и механизмами под его управлением, а также время естественных процессов, которые протекают в изделии без участия людей и техники.
Время естественных процессов — это период рабочего времени, когда предмет труда изменяет свои характеристики без непосредственного воздействия человека или механизмов. Например, сушка на воздухе окрашенного или остывание нагретого изделия, рост на полях и созревание растений, брожение некоторых продуктов и т. д.
Время технологического обслуживания включает:
- контроль качества изделия;
- контроль режимов работы машин и оборудования, их настройку и наладку, мелкий ремонт;
- уборку рабочего места;
- подвоз заготовок, материалов, приёмку и уборку обработанной продукции.

Время перерывов — это время, в течение которого не производится никакого воздействия на предмет труда и не происходит изменение его качественной характеристики, но продукция еще не является готовой и процесс производства не закончен. Различают перерывы: регламентированные и нерегламентированные.
Регламентируемые перерывы разделяются на межоперационные (внутрисменные) и междусменные (связаны с режимом работы).
Нерегламентируемые перерывы связаны с простоями оборудования и рабочих по непредусмотренным режимом работы причинам (отсутствие сырья, поломка оборудования, невыход на работу рабочих и т. д.). В производственный цикл нерегламентированные перерывы включаются в виде поправочного коэффициента или не учитываются.

## Типы производства
Длительность производственного цикла во многом зависит от порядка движения предметов труда в ходе их обработки и типа производства.
Порядок движения изделий и компонентов в производственном процессе соответствует объёмам и периодичности выпуска продукции. По этим же признакам определяется тип производства.
В настоящее время принято различать следующие типы производства:
- массовое
- серийное
- единичное
- смешанное.

В свою очередь серийное производство делится на:
- мелкосерийное
- среднесерийное
- крупносерийное.

Массовое и крупносерийное производство продукции позволяет организовать непрерывное синхронное движение изделий в процессе их обработки. При такой организации все компоненты, из которых собирается готовая продукция, передвигаются непрерывно от первой технологической операции до последней. Собранные по ходу движения в узлы и агрегаты отдельные детали продвигаются дальше в собранном виде, пока не образуют готовую продукцию. Подобный метод организации производства называется поточным.
Поточный метод организации производства основан на ритмичной повторяемости согласованных во времени основных и вспомогательных производственных операций, которые выполняются на специализированных местах, расположенных по ходу технологического процесса. В условиях поточного производства достигается пропорциональность, непрерывность и ритмичность хода производства.

#### Поточная линия
Основное звено поточного производства — поточная линия. Под поточной линией понимается совмещение некоторого количества рабочих мест, расположенных по ходу технологического процесса и предназначенных для поочередного выполнения закреплённых за ними операций. Поточные линии подразделяются на непрерывные, прерывные и линии со свободным ритмом.
Непрерывная поточная линия — это конвейер, на котором изделие проходит обработку (или сборку) по всем операциям непрерывно, без межоперационного прослеживания. Движение изделий на конвейере происходит параллельно и синхронно.
Прерывной поточной линией называется линия, на которой движение изделий по операциям строго не регламентируется. Оно происходит с перерывами. Для таких линий характерны обособленность технологических операций, значительные отклонения продолжительности различных операций от среднего такта. Синхронизация потока достигается различными способами, в том числе за счёт межоперационных заделов (запасов).
Поточными линиями со свободным ритмом называются линии, на которых передача отдельных деталей или изделий (их партий) может осуществляться с некоторыми отклонениями от расчётного (установленного) ритма работы. При этом для компенсации этих отклонений и в целях обеспечения бесперебойной работы на рабочих местах создаётся межоперационный запас изделий (задел).

## Примеры производственных процессов

### Химические процессы
- Плавка — извлечение металлов из руд
- Процесс Габера — химическое связывание газообразного азота из атмосферы для получения аммиака
- Дезинфекция — химическая обработка для уничтожения бактерий и вирусов
- Термическая обработка — использование тепла для химического соединения материалов, например, в цементе.

### Электрические процессы
Наличие электричества и его воздействие на материалы привели к возникновению нескольких процессов нанесения покрытий или разделения металлов.
- Золочение, гальванопокрытие, анодирование, электроосаждение — нанесение материала на электрод
- Электрополировка — процесс противоположный гальванопокрытия
- Электрофокусировка — аналогично гальванопокрытию, но с разделением молекул
- Электролитический процесс — общий процесс использования электролиза
- Электрофоретическое осаждение — электролитическое осаждение коллоидных частиц в жидкой среде
- Электротипирование — использование гальванопокрытия для изготовления печатных форм
- Металлизация, плакировка, спиновое покрытие — общие термины процессов придания неметаллам металлического покрытия

### Процессы резки металла
- Резка под давлением
- Распил
- Плазменная резка
- Водоструйная резка — резка материалов с использованием струи воды очень высокого давления
- Кислородно-ацетиленовая резка
- Электроэрозионная обработка (EDM)
- Механическая обработка — механическая резка и формообразование металла, которая влечет за собой потерю материала
- Лазерная резка

### Металлообработка
- Плавка и прямое восстановление — извлечение металлов из руд.
- Ковка — высокотемпературная обработка давлением различных металлов
- Литье — формообразование жидкого материала путем заливки его в формы и придания ему твердости
- Сталеплавильное производство — превращение "чугуна" из плавки в сталь
- Прогрессивная штамповка — изготовление деталей из полосы или рулона
- Штамповка
- Гидроформование — расширение металлической трубы  в пресс-форму под давлением
- Пескоструйная обработка — очистка поверхности с использованием песка или других частиц
- Пайка, сварка — процессы соединения металлов
- Барабанная полировка
- Осадочное упрочнение — термическая обработка, используемая для упрочнения ковких материалов
- Упрочнение — придание прочности металлам, сплавам и т. д.
- Упрочнение корпуса, дифференциальное упрочнение, дробеструйная обработка — создание износостойкой поверхности
- Высечка штампа – "форма " или" штамп " прижимается к плоскому материалу для того, чтобы вырезать, забить, пробить и иным образом придать материалу форму
- Электродуговая печь — предназначена для процессов высокотемпературной обработки металлов

### Литье
Процесс физического формообразования материалов путем формирования их жидкой формы с помощью пресс-формы включает в себя следующие процессы:
- Литье — формообразование расплавленного металла или пластмасс с помощью пресс-формы
- Спекание, порошковая металлургия — изготовление изделий из металлического или керамического порошка
- Выдувное формообразование как в пластмассовых контейнерах, так и в стеклотаре — изготовление полых предметов путем выдувания их в форму.
- Прессование

### Процессы очистки и разделения металлов (материалов)
Многие материалы существуют в нечистой форме, очистка или разделение дает необходимый продукт.
- Измельчение — процесс уменьшения размера физических частиц
- Пенная флотация, процесс флотации — разделение минералов посредством флотации
- Жидкостная экстракция — растворение одного вещества в другом
- Процесс Фраша — процесс, применяемый для извлечения расплавленной серы из грунта

### Дистилляция
Дистилляция — это процесс очистки летучих веществ путем испарения и конденсации
- Фракционная перегонка, паровая перегонка, вакуумная перегонка
- Периодическая дистилляция
- Непрерывная дистилляция
- Фракционирующая колонна
- Вращающийся конус

### Аддитивное производство
При использовании аддитивного производства материал постепенно добавляется к изделию до тех пор, пока не будут получены желаемые форма и размер.
- Моделирование плавленого осаждения
- Стереолитография
- Селективное лазерное спекание
- Фотолитография

### Процессы нефтяной промышленности
Природа органической молекулы означает, что она может быть преобразована на молекулярном уровне для создания целого ряда продуктов.
- Крекинг (химия) — общий термин для расщепления более крупных молекул
- Алкилирование — переработка сырой нефти
- Процесс Бертона — крекинг углеводородов
- Кумоловый процесс — получение фенола и ацетона из бензола
- Реакция Фриделя-Крафтса, реакция Кольбе-Шмитта
- Метатезис олефинов, термическая деполимеризация
- Переэтерификация — получение органических химикатов
- Рашигский способ получения гидроксиламина — часть процесса получения нейлона
- Оксо-процесс — получение альдегидов из алкенов
- Полимеризация